# Leise
Eine Leise oder Leis (von griech. Kyrie eleison „Herr, erbarme dich“) ist ein mittelalterliches deutschsprachiges Kirchenlied, das auf Kyrieleis, Kyrio-leis, Kirleis oder Krles, später auch auf Kyrieleison endet.
Leisen gehören zu den ältesten nicht-lateinischen liturgischen Gesängen. Sie entstanden im 11. Jahrhundert aus dem liturgischen Brauch, die Gemeinde durch Kyrie-Rufe an der Allerheiligenlitanei und an lateinischen Hymnen zu beteiligen. Sie sind kurze einstrophige, in der Regel vierzeilige responsorische Antworten in der Volkssprache auf Gesänge der Messfeier, insbesondere zu Sequenzen an Festtagen des Kirchenjahrs. Sie wurden unter anderem bei Prozessionen gesungen und sind ein früher Ausdruck der Volksfrömmigkeit.
Da Martin Luther mehrere Leisen aufgegriffen und zu Chorälen erweitert hat, gelten sie auch als Wegbereiter des evangelischen Kirchenliedes.

## Leisen im Gesangbuch
Das Gotteslob und das Evangelische Gesangbuch enthalten folgende Leisen:
- Sei uns willkommen, Herre Christ (GL 757, EG 22), in jeweils überarbeiteter Fassung
- Gelobet seist du, Jesu Christ (GL 252, EG 23) zur Weihnachtssequenz Grates nunc omnes, 1. Strophe 1380, von Martin Luther erweitert
- Ehre sei dir, Christe (EG 75)
- Christ ist erstanden (GL 318, EG 99) zur Ostersequenz Victimae paschali laudes
- Christ fuhr gen Himmel (GL 319, EG 120)
- Nun bitten wir den Heiligen Geist (GL 348, EG 124) zur Pfingstsequenz Veni Sancte Spiritus, von Luther erweitert (das Gotteslob hat hier Strophen von Maria Luise Thurmair und Michael Vehe)
- Gott sei gelobet und gebenedeiet (GL 215, EG 214) zur Fronleichnamssequenz Lauda Sion
- Maria durch ein Dornwald ging (GL 224)

Evangelische Kirchenlieder, die die Form der Leisen aufgreifen:
- Jesus Christus, unser Heiland (EG 102)
- Herr Jesu Christe, mein getreuer Hirte (EG 217), Johann Heermann 1630
- Dies sind die heilgen zehn Gebot (EG 231), von Luther
- In Gottes Namen fahren wir (EG 498), Pilgerlied
- Mitten wir im Leben sind (EG 518, GL 503), von Luther
- Sonne der Gerechtigkeit (GL 481; EG 262/263)

Moderne Kirchenlieder, die die Form der Leisen aufgreifen:
- Du Kind, zu dieser heilgen Zeit (GL 254, EG 50), eine moderne Weihnachtsleise von Jochen Klepper (1937)
- Holz auf Jesu Schulter (GL 291, EG 97), eine moderne Osterleise (niederländisch von Willem Barnard 1963, deutsch von Jürgen Henkys 1975)
- Meine engen Grenzen (GL 437; EG-West/Reformierte Kirche 600; EG-Hessen 584; EG-Württemberg 589; EG-Österreich 574)